# Рунет

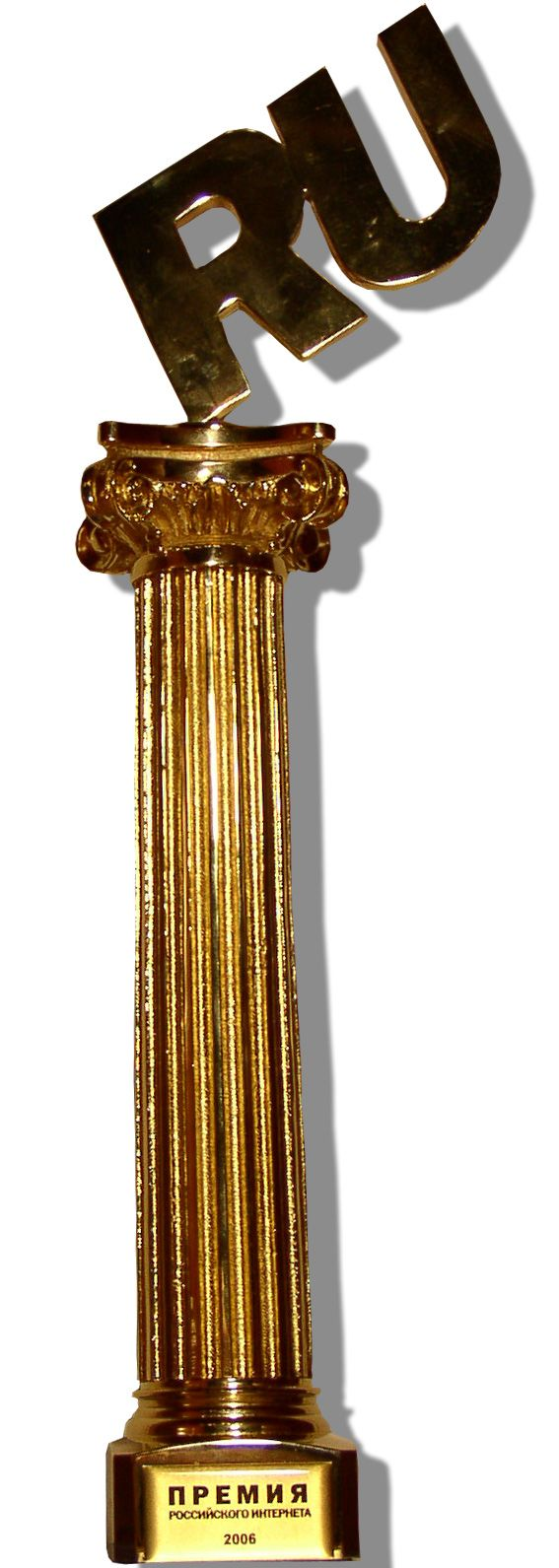
Премія Рунету

Руне́т — російськомовний сегмент інтернету, загальна назва інтернет-ресурсів російською мовою.

## Назва
Назва, ймовірно, утворена від портманто (англ. portmanteau) доменного імені .ru та постфіксу «net», що в перекладі з англійської мови означає «мережа». Вперше назву «Рунет» вжив Рафі Асланбеков навесні 1997 року. Термін швидко набув популярності в російськомовній Інтернет-спільноті, і вже в 2001 році був включений до офіційного орфографічного словника Російської академії наук за редакцією В. В. Лопатіна та онлайн-словника порталу Gramota.ru.

## Варіанти визначення
Історично термін «Рунет» тлумачили як:
- Російськомовний сегмент мережі Інтернет. Відповідно до визначення словником Яндекс словари, оприлюдненого 2001 року, «Рунет — це російський інтернет. Часто кордони інтернету ґрунтуються не на «географічних кордонах», а рідше на «мовних кордонах», і відповідно тому часто «Рунетом» вважають не лише вебсайти у домені .ru, але також всі російськомовні та/або російсько-орієнтовані вебсайти»[3]. «Російський економічний словник» у 2009 році дав наступне визначення «Рунет»: «Рунет це російськомовний сегмент інтернету»[4];
- .ru домен. «Рунет» — це частина інтернету, чиї вебсайти, що знаходяться у домені верхнього рівня .ru[3];
- Інтернет у Російській Федерації. Відповідно до визначення «Російського економічного словника» та «Яндекс словари», «Рунет» — це російська частина інтернету[5][6]. В додачу до цього, офіційні державні службовці вважають що «Рунет» — це Інтернет у Російській Федерації[7][8])

## Глобальні збої
14 січня 2025 року російські користувачі поскаржилися на масштабний збій у роботі «Рунету». За даними онлайн-платформи Downdetector, на території РФ не завантажувалися сайти та застосунки магазинів і банків, також спостерігалися проблеми з доступом до Telegram, TikTok, Google, YouTube, Steam і Twitch. Крім того, абоненти повідомляли про збої у російських мобільних операторів, інтернет не працював у Білайна, Мегафона та Т2. Найбільше користувачі зазнали труднощів з доступом до популярних ресурсів. У Роскомнагляді заявили, що не знають причини збою «Рунету».

## Премія Рунету
У 2004 році Федеральне агентство з друку та комунікацій Російської Федерації заснувало «Премію Рунету», якою нагороджуються найкращі російськомовні вебсайти. Засновник премії — Федеральне агентство з друку та масових комунікацій Російської Федерації, організатор - РАЕК.
В 2006 та 2007 роках лауреатом премії стала Російська Вікіпедія.